# 乌韦罗战役
乌韦罗战役（西班牙語：Combate de El Uvero）是1957年5月28日七二六运动与古巴军队在乌韦罗发生的的一场武装冲突，属于古巴革命的一部分。这是自1956年12月菲德尔·卡斯特罗领导的七二六运动在马埃斯特腊山脉扎根以来，与富尔亨西奥·巴蒂斯塔政权的军队之间的首次重大交战。结果是七二六运动胜利。